# Katharévousa
Katharévousa (en griego: καθαρεύουσα, AFI: [kaθa'ɾɛvusa]; latín, Catharevusa; literalmente «lengua limpia o pura») es una variante culta y arcaizante del griego moderno.
La katharévousa se concibió en el siglo XIX como un intento de «purificar» la lengua de los barbarismos que se habían ido introduciendo desde la época medieval, sobre todo desde la descomposición del Imperio bizantino y la posterior dominación otomana. Su primer promotor importante fue el líder revolucionario Adamantios Korais (1748-1833). 
La disputa sobre cuál debía ser la lengua oficial del Estado —las opciones eran o bien la lengua katharévousa, o bien el δημοτική, la lengua popular (griego demótico o dimotikí)— centró la polémica cuestión lingüística griega. Esta se resolvió legalmente en 1976, cuando la variante katharévousa fue sustituida como lengua oficial por la variante demótica que, no obstante, recibió muchas influencias de aquélla, hasta el punto de que el griego actual no se considera puramente demótico sino una mezcla de ambas variantes en la que predomina el elemento demótico.